# Leonhard Kleiber
Leonhard Kleiber (Mertingen, 11 november 1863 – Donauwörth, 22 december 1942) was een Duitse componist en dirigent.

## Levensloop
Kleiber studeerde aan de Koninklijke Academie van de toonkunst in München en behaalde aldaar zijn diploma's. Vervolgens werd hij kapelmeester bij de militaire muziekkapel van het 11e Infanterie Regiment "von der Tann" in Regensburg. Later werd hij tot Musikmeister en Obermusikmeister bevorderd. In 1920 ging hij met pensioen en vertrok in de buurt van zijn geboortegemeente naar Donauwörth.
Hij werkte als componist en schreef tussen 1891 en 1934 talrijke marsen, ouvertures, liederen en kerkmuziek.
In zijn geboortegemeente is een straat naar hem vernoemd, de "Leonhard-Kleiber-Weg". 

## Composities

### Werken voor harmonieorkest
- 1892: - Fürst Albert-Marsch
- 1894: - Regensburger Turnerbund-Jahn-Marsch, marslied voor samenzang/jeugdkoor en harmonieorkest - tekst: A. Schenzinger
- 1902: - Narragonia-Marsch, marslied voor gemengd koor (of mannenkoor) en harmonieorkest, op. 13 - tekst: Julius Uhlfelder
- 1902: - Wittelsbacher Ruhm - Marsch
- 1910: - Ratisbona, historisch poëtisch speel in 8 dramatische scenes en een voorspel[3] - tekst: Raimund Gerster - première: september 1910, stedelijk theater Regensburg
- - Oberst von Feilitzsch - Militär-Marsch

### Kerkmuziek
- 1916: - Kirchliche Gelegenheits-Musik, voor 4 tot 9-stemmig koperensemble (4 processiemarsen en 4 religieus-lyrische stukken), op. 25[4]

### Vocale muziek

#### Werken voor koor
- 1912: - Das Regiment Forkade bei Hochkirch, ballade voor mannenkoor, op. 23 - tekst: Georg von Kries

#### Liederen
- 1913: - Siegwarts Lied uit "Ratisbona", voor zangstem en harmonieorkest (of piano) - tekst: Raimund Gerster